# Ефтим Чакъров
Ефтим Чакъров е български композитор.

## Биография
Роден е на 29 декември 1974 г. в Асеновград. Завършва гимназия в родния си град през 1992 г., а висшето си образование през 1998 г. в Музикалната академия в Пловдив. Учил е композиция при проф. Иван Спасов и проф. Божидар Абрашев. Като композитор и аранжор работи във всички жанрове.
Предпочитанията му са към поп музиката и някои от академичните форми. Създава също фонова музика за търговски обекти, филмова музика, детски песни. Последните години преоткрива фолклора и етно-музиката.
През 2011 г. започва работа по Фонотека. БГ, една от малкото независими платформи, която предлага авторска музика за търговски обекти – заведения, хотели, магазини, салони и др.: wwww.fonoteka.bg.
На 30 юли 2012 г. открива собствено студио в Асеновград с профил запис на вокали и работа с деца. Студио РЕ е по проект на известния американски акустик John Brandt. Студийната работа на Ефтим Чакъров работа го свърза с много и различни изпълнители. Работил е с Маргарита Хранова, Тони Димитрова, Стефан Илчев, Рени, Мария Игнатова, Райна, Ана–Мария, Георги Дюлгеров, Нора Караиванова, Стефан Митров, Наско от БТР, и др.
Авторска музика на Ефтим Чакъров озвучава документалната поредица на Българската национална телевизия за Руско-турската освободителна война (реж. Константин Чакъров), филми за Созопол, Кресна и други градове.
Сред творческите му проекти е песента за вокална група „Радиодеца“ на Българското национално радио по текст на поета Александър Петров „Честита Коледа“, с която през 2012 г. са запалени коледните светлини на новогодишната елха в София. Работи съвместно с екипа на радио „Бинар“ и Столичната община по мултимедийния проект „Ще ти разкажа приказка“.
С пианистката Жаклин Знаменова от Асеновград го свързва работата по аранжиментите за нейния албум през 2014 г. Записва ежемесечно с момчетата от асеновградския рап клуб Conquer Street Crew – CSC. През 2014 г. талантлива Мария Стефани от ЦДГ „Надежда“ записва „Плодчета“ по музика и текст на преподавателките Екатерина Трендафилова и Румяна Златилова, а Ефтим Чакъров създава аранжимента за песента. Доротея е още едно талантливо дете от Пловдив, което в края на 2015 г. записва диск в студио РЕ. През 2015 г. своя албум с родопски песни записват гайдарят Стефан Янев и певецът Любомир Петов. През лятото на същата година първите си записи прави джаз певицата Милена Коста, а народната певица Елица Неделчева изпява „Девойко мари хубава“ в аранжимент на композитора Стоян Пауров и соло цигулка Красимира Паурова.
Студио РЕ е място за изява и на непрофесионални изпълнители. Известният художник Андрей Янев записва песен през 2013 г., а през 2019 г. записва още няколко, които предстоят да бъдат издадени в албум.
В началото на 2018 г. реализира проекта „Успешен Глас“ – как да говорим по-добре, с лектор Радомира Михова (www.radomira.bg).
През пролетта на 2018 г. е поканен да бъде жури в „Продължаваме“ на УМБАЛ по онкология в гр. София за написването на текст, след което да създаде музика и аранжимент за песен, част от кампанията. Това е и първият дует на Тони Димитрова и Стефан Илчев, а текстът е на Пепа Таракчиева.

## Конкурси и фестивали
- 1998: Конкурс по композиция „Иван Спасов“ – 2 място
- Награди и участия в „Бургас и морето“
- 2003: „В нощта“, музика и аранжимент
- 2005: „Не чувствам“, аранжимент, тонрежисьор
- 2006: „Това море и този бряг“, аранжимент, тонрежисьор (печели Голямата награда на публиката на националния конкурс за песен)
- 2007: „Бялата лодка“, аранжимент, тонрежисьор
- 2012: „В моите нощи“, музика и аранжимент
- 2013: „Завръщане“, музика и аранжимент
- 2017: „Един живот“, аранжимент
- 2018: „Още е лято“, аранжимент
- Награди и участия в БНР – Пролетен конкурс и Класации
- 2016: „Едно начало“, музика и аранжимент – награда на слушателите „Златна пролет“, Българско национално радио
- 2017: Пролетен конкурс на БНР
- 2019: БНР Топ 20, „Животът“, музика, аранжимент, продуцент

Песента „Завръщане“ се превръща в хит сред програмите Хоризонт, Христо Ботев и БГ радио. Става песен на месец октомври 2013 г. и оглавява класацията „7 в 11“ на Българското национално радио.
През 2014 г. Чакъров за пръв път участва във фестивала „15 лалета“ в Хисаря и получава Първа награда за нов аранжимент на песен от Мими Иванова и Развигор Попов. През 2015 г. печели отново Първа награда за новаторски аранжимент на песента „Мечо Пух“. През 2015 г. съвместно с Община Асеновград реализира първия конкурс за ученическа поп песен-„Доброто в теб“, с медийни партньори телевизия DCTV, вестник „Асеновградски новинар“.
През 2016 г. участва с песента „Едно начало“ в изпълнение на Милена Костова в ежегодния пролетен конкурс на Българското национално радио и печели наградата на слушателите.
През февруари 2019 г. представя песента си „Животът“ – първата съвместна песен на Тони Димитрова и Стефан Илчев, част от кампанията „Продължаваме“ на УМБАЛ по онкология в гр. София. Песента е класирана на 1 място в БНР Топ 20 на 6 май 2019 г.
„Моята цел е откриването и работата с талантливи деца и млади хора. Търся песен, която хората да обичат и слушат с удоволствие дълги години. Искам хубави текстове с послание и художествена стойност“, споделя композиторът в интервю за „Нов вечерник“, издание за култура и изкуство.